# Campeonato NORCECA de Voleibol Femenino Sub-18 de 2010
La 'VII edición del Campeonato NORCECA de Voleibol Femenino Sub-18 de 2010' se llevó a cabo en Guatemala del 25 de abril al 2 de mayo. Los equipos nacionales compitieron por tres cupos para el Campeonato Mundial de Voleibol Femenino Sub-18 de 2011 a realizarse en Turquía.

## Grupos
| Grupo A           | Grupo B     | Grupo C              |
| ----------------- | ----------- | -------------------- |
| México            | Puerto Rico | Estados Unidos       |
| Costa Rica        | Guatemala   | República Dominicana |
| Trinidad y Tobago | El Salvador | Canadá               |
|                   |             | Jamaica              |

## Primera fase

### Clasificación
| Pos | Equipo            | PJ | PG | PP | SG | SP | PTS |
| --- | ----------------- | -- | -- | -- | -- | -- | --- |
| 1   | México            | 2  | 2  | 0  | 6  | 0  | 4   |
| 2   | Costa Rica        | 2  | 1  | 1  | 3  | 5  | 3   |
| 3   | Trinidad y Tobago | 2  | 0  | 2  | 2  | 6  | 2   |

#### Resultados
| Fecha    | Encuentro                      | Resultado | Set   | Set   | Set   | Set   | Set   | Puntuación total |
| Fecha    | Encuentro                      | Resultado | 1     | 2     | 3     | 4     | 5     | Puntuación total |
| -------- | ------------------------------ | --------- | ----- | ----- | ----- | ----- | ----- | ---------------- |
| 27-04-10 | Trinidad y Tobago - México     | 0-3       | 16-25 | 07-25 | 11-25 |       |       | 34-75            |
| 28-04-10 | Costa Rica - Trinidad y Tobago | 3-2       | 25-12 | 22-25 | 25-13 | 22-25 | 15-11 | 109-86           |
| 29-04-10 | Costa Rica - México            | 0-3       | 09-25 | 10-25 | 11-25 |       |       | 30-75            |

### Clasificación
| Pos | Equipo      | PJ | PG | PP | SG | SP | PTS |
| --- | ----------- | -- | -- | -- | -- | -- | --- |
| 1   | Puerto Rico | 2  | 2  | 0  | 6  | 0  | 4   |
| 2   | Guatemala   | 2  | 1  | 1  | 3  | 3  | 3   |
| 3   | El Salvador | 2  | 0  | 2  | 0  | 6  | 2   |

#### Resultados
| Fecha    | Encuentro                 | Resultado | Set   | Set   | Set   | Set | Set | Puntuación total |
| Fecha    | Encuentro                 | Resultado | 1     | 2     | 3     | 4   | 5   | Puntuación total |
| -------- | ------------------------- | --------- | ----- | ----- | ----- | --- | --- | ---------------- |
| 27-04-10 | Puerto Rico - El Salvador | 3-0       | 25-08 | 25-11 | 25-12 |     |     | 75-31            |
| 28-04-10 | El Salvador - Guatemala   | 0-3       | 21-25 | 18-25 | 19-25 |     |     | 58-75            |
| 29-04-10 | Puerto Rico - Guatemala   | 3-0       | 25-19 | 25-16 | 25-11 |     |     | 75-46            |

### Clasificación
| Pos | Equipo               | PJ | PG | PP | SG | SP | PTS |
| --- | -------------------- | -- | -- | -- | -- | -- | --- |
| 1   | Estados Unidos       | 3  | 3  | 0  | 9  | 0  | 6   |
| 2   | República Dominicana | 3  | 2  | 1  | 6  | 4  | 5   |
| 3   | Canadá               | 3  | 1  | 2  | 4  | 6  | 4   |
| 4   | Jamaica              | 3  | 0  | 3  | 0  | 9  | 3   |

#### Resultados
| Fecha    | Encuentro                             | Resultado | Set   | Set   | Set   | Set   | Set | Puntuación total |
| Fecha    | Encuentro                             | Resultado | 1     | 2     | 3     | 4     | 5   | Puntuación total |
| -------- | ------------------------------------- | --------- | ----- | ----- | ----- | ----- | --- | ---------------- |
| 27-04-10 | Canadá - Jamaica                      | 3-0       | 25-10 | 25-09 | 25-15 |       |     | 75-34            |
| 27-04-10 | Estados Unidos - República Dominicana | 3-0       | 25-12 | 25-18 | 25-15 |       |     | 75-45            |
| 28-04-10 | Jamaica - Estados Unidos              | 0-3       | 04-25 | 07-25 | 04-25 |       |     | 15-75            |
| 28-04-10 | Canadá - República Dominicana         | 1-3       | 25-21 | 19-25 | 16-25 | 19-25 |     | 79-96            |
| 29-04-10 | Jamaica - República Dominicana        | 0-3       | 04-25 | 04-25 | 02-25 |       |     | 10-75            |
| 29-04-10 | Canadá - Estados Unidos               | 0-3       | 14-25 | 12-25 | 14-25 |       |     | 40-75            |

## Fase final

### Final1.ery3.erpuesto
|  | Cuartos de final      | Cuartos de final     |                        |                        | Semifinales          | Semifinales |  |  | Final                 | Final |
|  |                       |                      |                        |                        |                      |             |  |  |                       |       |
|  |                       |                      |                        |                        |                      |             |  |  |                       |       |
|  |                       |                      |                        |                        |                      |             |  |  |                       |       |
|  | Estados Unidos        |                      |                        |                        |                      |             |  |  |                       |       |
|  | 9 de julio – Tijuana  |                      |                        |                        |                      |             |  |  |                       |       |
|  | Directo a Semifinales |                      |                        |                        |                      |             |  |  |                       |       |
|  | Puerto Rico           | 0                    |                        |                        |                      |             |  |  |                       |       |
|  | Puerto Rico           | 0                    | 8 de julio – Tijuana   |                        |                      |             |  |  |                       |       |
|  |                       | Estados Unidos       | 3                      |                        |                      |             |  |  |                       |       |
|  | Puerto Rico           | Estados Unidos       | 3                      | 3                      |                      |             |  |  |                       |       |
|  | Puerto Rico           |                      | 10 de julio – Tijuana  | 3                      |                      |             |  |  |                       |       |
|  | Costa Rica            | 1                    |                        |                        |                      |             |  |  |                       |       |
|  | Costa Rica            | 1                    | Estados Unidos         | 3                      |                      |             |  |  |                       |       |
|  |                       |                      | Estados Unidos         | 3                      |                      |             |  |  |                       |       |
|  |                       | México               | 1                      |                        |                      |             |  |  |                       |       |
|  | México                | México               | 1                      |                        |                      |             |  |  |                       |       |
|  | 9 de julio – Tijuana  |                      |                        |                        |                      |             |  |  |                       |       |
|  | Directo a Semifinales |                      |                        |                        |                      |             |  |  |                       |       |
|  | México                | 3                    | Tercer y cuarto puesto | Tercer y cuarto puesto |                      |             |  |  |                       |       |
|  | México                | 3                    | Tercer y cuarto puesto | Tercer y cuarto puesto | 8 de julio – Tijuana |             |  |  |                       |       |
|  |                       | República Dominicana | 1                      |                        |                      |             |  |  |                       |       |
|  | Guatemala             | República Dominicana | 1                      | 0                      | Puerto Rico          | 3           |  |  |                       |       |
|  | Guatemala             |                      |                        | 0                      | Puerto Rico          | 3           |  |  |                       |       |
|  | República Dominicana  | 3                    |                        | República Dominicana   | 0                    |             |  |  |                       |       |
|  | República Dominicana  | 3                    |                        |                        | 0                    |             |  |  |                       |       |
|  |                       |                      |                        |                        |                      |             |  |  | 10 de julio – Tijuana |       |
|  |                       |                      |                        |                        |                      |             |  |  |                       |       |

#### Resultados
| Fecha    | Encuentro                          | Resultado | Set   | Set   | Set   | Set   | Set | Puntuación total |
| Fecha    | Encuentro                          | Resultado | 1     | 2     | 3     | 4     | 5   | Puntuación total |
| -------- | ---------------------------------- | --------- | ----- | ----- | ----- | ----- | --- | ---------------- |
| 30-04-10 | Puerto Rico - Costa Rica           | 3-1       | 23-25 | 25-19 | 25-19 | 25-16 |     | 98-79            |
| 30-04-10 | Guatemala - República Dominicana   | 0-3       | 11-25 | 16-25 | 13-25 |       |     | 44-75            |
| 01-05-10 | República Dominicana - México      | 1-3       | 25-21 | 15-25 | 14-25 | 20-25 |     | 74-96            |
| 01-05-10 | Estados Unidos - Puerto Rico       | 3-0       | 25-23 | 25-16 | 25-18 |       |     | 75-57            |
| 02-05-10 | Puerto Rico - República Dominicana | 3-0       | 25-20 | 25-16 | 25-21 |       |     | 75-57            |
| 02-05-10 | México - Estados Unidos            | 1-3       | 19-25 | 21-25 | 25-15 | 17-25 |     | 82-90            |

## Clasificación final
| Pos | Equipo               |
| --- | -------------------- |
| 1   | Estados Unidos       |
| 2   | México               |
| 3   | Puerto Rico          |
| 4   | República Dominicana |
| 5   | Costa Rica           |
| 6   | Guatemala            |
| 7   | Canadá               |
| 8   | Trinidad y Tobago    |
| 9   | El Salvador          |
| 10  | Jamaica              |

## Distinciones individuales
| Distinción      | Nombre            | Equipo               |
| --------------- | ----------------- | -------------------- |
| MVP             | Samantha Bricio   | México               |
| Mejor Anotadora | Channon Thompson  | Trinidad y Tobago    |
| Mejor Ataque    | Alexa Gray        | Canadá               |
| Mejor Bloqueo   | Mallory McCage    | Estados Unidos       |
| Mejor Servicio  | Alicia Castro     | México               |
| Mejor Armadora  | Madisson Bugg     | Estados Unidos       |
| Mejor Recepción | Winifer Fernández | República Dominicana |
| Mejor Defensa   | Winifer Fernández | República Dominicana |
| Mejor Líbero    | Winifer Fernández | República Dominicana |

| Predecesor: Puerto Rico 2008 | Campeonato NORCECA de Voleibol Femenino Sub-18 Guatemala 2010 | Sucesor: México 2012 |